# Tekija Mesudija
Tekija Mesudija derviški je hram u Kaćunima pokraj Busovače. Pripada nakšibendijskom tarikatu.

## Povijest
Tekija u Kaćunima najveća je građevina takve vrste na Balkanu. Nazvana je po šejhu Mesudu ef. Hadžimejliću. Obitelj Hadžimejlić je odigrala veliku ulogu u očuvanju nakšibendijskog učenja u Bosni i Hercegovini koje potiče iz ogranka Husein-babe Zukića.
Tekija Mesudija je podijeljena na tri dijela, odnosno tri kata, a na svakom je zasebna ustanova. Na prizemlju se nalazi se poliklinika (opći laboratorij, ginekologija, stomatologija, opća praksa, interna medicina, neuropsihijatrija, pedijatrija, ultrazvučna, dijagnostika i ljekarna). Na prvom i drugom katu se nalaze musafirhana i uredi, a na trećem katu je tekija. Tekija obiluje vrijednim levhama, a većinu je slikao sin šejha Mesuda ef., šejh Ćazim ef. Hadžimejlić.
Dan tekije obilježava se s prvim danom proljeća, 21. ožujka i tada se okupi više tisuća vjernika. Za taj dan se organizira poseban program koji počinje u podne, a završava u rane jutarnje sate, točnije s jutarnom molitvnom, sabah namazom.
Također, Tekija Mesudija od 2004. godine redovno objavljuje časopis za kulturu, povijest, umjetnost i tesavvuf Kelamu'l Šifa. Časopis ima namjeru ponuditi povijesni, dokumentarni, vjerski i informativni podatak o povijesti istaknutih osoba i tradicije tesavvufa u Bosni i Hercegovini, na Balkanu, ali i u svijetu.

## Vanjske povezice
- Tekija Mesudija